# 金子ひろみ
金子 ひろみ（かねこ ひろみ、1963年12月24日 - ）は、東京都出身の管理栄養士、料理研究家、健康運動指導士、日本酒スタイリスト、国税審議会委員
栄養指導や実践に基づいた科学的料理法で、健康・ダイエット・スポーツ栄養のアドバイスなど、食生活のカウンセリングを行っている。
また、講演会、新聞、雑誌、テレビ、ラジオなど数多くに出演。実践に基づいた科学的料理法はダイエット面でも注目されている。

## 経歴
- 東京家政学院大学 家政学部 家政学科管理栄養士専攻卒業
- 日本女子体育大学大学院スポーツ科学修士課程修了
- 1991年 リクルートランニングクラブにて栄養学に関する研修やダイエット企画に携わり、マニュアル等を作成。
- 1996年 アトランタオリンピックでは、銅メダリストの有森裕子選手の栄養サポートを担当。
- 1998年 日本テレビ「ウリナリドーバー海峡横断」で栄養指導と食事サポートを担当。
- 2000年 シドニーオリンピックで高橋尚子選手に合宿から同行し金メダル獲得に貢献。
- 2002年 社会人硬式野球部ミキハウスの食事サポートを行う。
- 2002年 「日本酒スタイリスト」（日本酒造組合中央会認定）認証。
- 2004年 adidas主催「伊達公子ロンドンマラソン挑戦」の食事サポートを行う。
- 2007年 国税審議会委員（酒類分科会）

## 著書
- 『メダルへの食卓』ベネッセコーポレーション, 1996.12
- 『食べて、走って、金メダル!』マガジンハウス, 2000.12
- 『からだのためになるごはん』文化出版局, 2004.4
- 『体脂肪を減らして肥満を解消するらくらくレシピ』大野誠との共著. -- 法研, 2005.2
- 『酢てきなごちそう』 集英社, 2005.4

その上には何月さん月、。他多数